# Procione (torpediniera)
La Procione è stata una torpediniera o avviso scorta della Regia Marina.

## Storia

La nave sugli scali in cantiere

La nave è stata realizzata dalla Navalmeccanica negli stabilimenti Bacini & Scali Napoletani di Napoli, dove il suo scafo venne impostato sugli scali il 27 aprile 1936. La nave varata il 21 marzo 1937 è entrata in servizio il 31 marzo 1938. Nel suo iniziale periodo di servizio la nave subì una riclassificazione: già nel 1938, infatti, anno della sua entrata in servizio, la nave, inizialmente classificata avviso scorta, subì la riclassificazione a torpediniera.
Alla data dell'ingresso dell'Italia nella seconda guerra mondiale (10 giugno 1940) la Procione era caposquadriglia della VI Squadriglia Torpediniere di base a Napoli, che formava insieme con le gemelle Orsa, Orione e Pegaso. Successivamente la formazione prese nome di XIV Squadriglia o IV Squadriglia. Essendo, con le tre unità gemelle, una delle pochissime navi della Regia Marina appositamente progettate per il compito di scorta ai convogli (ed essendo in grado di trascorrere lunghi periodi in mare), durante il conflitto la nave ebbe intenso impiego sulle rotte per il Nordafrica. Il 25 giugno 1940 la Procione, l’Orsa e l'incrociatore ausiliario Ramb III scortarono da Napoli a Tripoli i trasporti truppe Esperia e Victoria: si trattava del primo convoglio per la Libia. Il 2 luglio 1940 Procione, Orsa, Orione e Pegaso scortarono da Tripoli a Napoli (navigazione di ritorno) l’Esperia e il Victoria.
Il 6 luglio 1940 la Procione prese parte alla scorta del primo convoglio di grosse dimensioni per la Libia (operazione denominata «TCM»): salpato da Napoli alle 19:45, il convoglio era formato dai trasporti truppe 'Esperia e Calitea (che trasportavano rispettivamente 1.571 e 619 militari) e dalle moderne motonavi da carico Marco Foscarini, Francesco Barbaro – quest'ultima aggiuntasi il 7 luglio proveniente da Catania con la scorta delle torpediniere Abba e Pilo – e Vettor Pisani (il cui carico constava in tutto di 232 veicoli, 5.720 t di combustibili e lubrificanti e 10.445 t di altri materiali); insieme con le quattro unità della XIV Squadriglia Torpediniere scortavano il convoglio anche gli incrociatori leggeri Bande Nere e Colleoni e la X Squadriglia Cacciatorpediniere (Maestrale, Grecale, Libeccio, Scirocco). Le navi giunsero indenni a Bengasi, porto di arrivo, l'8 luglio.
Alle sei del mattino del 19 luglio la Procione, con le unità della propria squadriglia, lasciò Bengasi per scortare sulla rotta di ritorno verso Napoli un convoglio composto dai mercantili Esperia, Calitea, Marco Foscarini, Francesco Barbaro e Vettor Pisani: il convoglio arrivò indenne nel porto partenopeo, poco dopo la mezzanotte del 21 luglio. Il 27 luglio Procione, Orione, Orsa e Pegaso funsero da scorta di un convoglio in navigazione da Napoli a Tripoli nel corso dell'operazione «Trasporto Veloce Lento» (il convoglio era formato dai mercantili Maria Eugenia, Gloriastella, Mauly, Bainsizza, Col di Lana, Francesco Barbaro e Città di Bari): rinforzate nella scorta dall'arrivo dei cacciatorpediniere Maestrale, Grecale, Libeccio e Scirocco, le unità giunsero in porto senza danni il 1º agosto, eludendo anche un attacco da parte del sommergibile britannico Oswald (attacco effettuato il 30 luglio).
Alle 8:30 del 4 settembre 1940 la Procione salpò da Tripoli e scortò a Napoli e Palermo i piroscafi Achille e Bainsizza. Tra il 1940 e il 1941 la Procione, così come le unità gemelle, venne sottoposta a lavori in seguito ai quali vennero eliminate le 8 mitragliere da 13,2 mm, rimpiazzate da altrettante armi da 20/65 mm. Il 12 febbraio 1941 l'unità, insieme con il cacciatorpediniere Camicia Nera, partì da Napoli per scortare il secondo convoglio con truppe del Deutsches Afrikakorps (mercantili Adana, Aegina, Kybfels e Ruhr), che giunse a Tripoli due giorni più tardi. Il 24 febbraio la torpediniera lasciò Napoli per scortare a Tripoli, insieme con il cacciatorpediniere Vivaldi e le torpediniere Orsa e Calliope, un convoglio composto dai trasporti tedeschi Arcturus, Alikante, Giulia, Leverkusen e Wacthfels.
Dal 1° al 3 marzo scortò sulla rotta di rientro Tripoli-Napoli, insieme con il Vivaldi, l'Orsa e la Calliope, i piroscafi Alicante, Arcturus, Leverkusen e Wachtfels. Dall'8 al 10 aprile le torpediniere Procione, Cigno e Orione scortarono da Napoli a Tripoli un convoglio composto dai mercantili Leverkusen, Wachtfels, Arcturus, Ernesto e Castellon con a bordo reparti dell'Afrika Korps: il viaggio si svolse senza problemi. Il 30 aprile appartenne, insieme con i cacciatorpediniere Euro e Fulmine e le torpediniere Castore e Orione), alla scorta di un convoglio formato dai trasporti Birmania, Marburg, Reichenfels, Rialto e Kybfels in navigazione da Augusta e Messina per la Libia carichi di rifornimenti per l'Afrikakorps; sebbene attaccato da aerei e sommergibili il 1º maggio, il convoglio non subì danni.
Dal 5 al 7 maggio scortò, insieme con i cacciatorpediniere Fulmine ed Euro e le torpediniere Cigno, Orsa, Centauro e Perseo, un convoglio composto dai piroscafi Marburg, Kybfels, Rialto, Reichenfels e Marco Polo sulla rotta da Tripoli a Palermo. Alle 4:40 del 24 maggio salpò da Napoli di scorta, insieme con il cacciatorpediniere Freccia e le torpediniere Orsa e Pegaso, a un convoglio composto dai trasporti truppe Conte Rosso, Marco Polo, Esperia e Victoria; si aggiungeva poi la scorta indiretta della III Divisione incrociatori (Trieste e Bolzano) con i cacciatorpediniere Ascari, Corazziere e Lanciere, nonché, per un breve lasso di tempo (tornarono in porto alle 19:10), delle torpediniere Perseo, Calliope e Calatafimi. Alle 20:40 il sommergibile britannico Upholder, dopo aver avvistato il convoglio ed essersi avvicinato, lanciò due siluri: le armi centrarono il Conte Rosso, che affondò in dieci minuti, trascinando con sé 1.297 uomini. La Procione e le altre unità della scorta provvidero al recupero dei 1.432 superstiti.
Il 26 maggio salpò da Napoli per scortare a Tripoli, insieme con i cacciatorpediniere Vivaldi e da Noli e le torpediniere Cigno e Pegaso, le motonavi Andrea Gritti, Marco Foscarini, Sebastiano Venier, Rialto, Ankara e Barbarigo; nonostante gli attacchi aerei, che danneggiarono la Foscarini e la Venier, il convoglio giunse a destinazione il 28. Il 14 luglio scortò da Tripoli a Napoli, insieme con i cacciatorpediniere Fuciliere, Alpino e Malocello e le torpediniere Orsa e Pegaso, i trasporti Rialto, Andrea Gritti, Sebastiano Venier, Barbarigo e Ankara: il sommergibile britannico P 33 silurò e affondò il Barbarigo in posizione 36°27' N e 11°54' E, venendo poi gravemente danneggiato dalla reazione della scorta, mentre il resto del convoglio giunse a Napoli il 16.
Il 17 agosto 1941 appartenne, insieme con i cacciatorpediniere Freccia, Euro e Dardo e le torpediniere Pegaso e Sirtori, alla scorta di un convoglio composto dai trasporti Maddalena Odero, Nicolò Odero, Caffaro, Giulia, Marin Sanudo e Minatitlan; il sommergibile olandese O 23 silurò il Maddalena Odero che fu poi finito da aerei il 18, mentre rientrava a Lampedusa sotto la scorta delle torpediniere Pegaso e Sirtori, mentre le altre unità arrivarono a Tripoli il 19. Il 26-29 agosto fece poi parte – insieme con i cacciatorpediniere Euro e Oriani e le torpediniere Orsa e Clio – della scorta di un convoglio formato dai piroscafi Ernesto e Aquitania, dalla motonave Col di Lana e dalla nave cisterna Pozarica, in navigazione da Napoli a Tripoli; il 27 il convoglio fu attaccato due volte dal sommergibile HMS Urge, che mancò la Pozarica ma danneggiò l’Aquitania (che dovette rientrare a Trapani assistito dall’Orsa), eludendo poi la reazione della Clio; le altre navi giunsero a destinazione il 29.
Il 10 settembre le torpediniere Pegaso, Procione, Orsa e Circe (cui il 13 si aggiunse la Perseo) e i cacciatorpediniere Fulmine e Oriani lasciarono Napoli di scorta a un convoglio (piroscafi Temben, Caffaro, Nicolò Odero, Nirvo, Giulia e Bainsizza) diretto in Libia, che il 12 settembre venne attaccato da aerei britannici Fairey Swordfish dell'830° Squadron a nordovest di Tripoli: il Caffaro affondò in posizione 34°15' N e 11°54' E, mentre il Tembien e il Nicolò Odero rimasero danneggiati; quest'ultimo venne finito l'indomani in posizione 32°51' N e 12°18' E da un altro attacco aereo, dopo che il resto del convoglio era giunto a Tripoli. Il 1º novembre la torpediniera scortò il piroscafo Capo Arma sulla rotta Bengasi-Brindisi: bombardieri Vickers Wellington danneggiarono il mercantile, che tuttavia poté proseguire e raggiungere la sua destinazione. Il 29 novembre la Procione lasciò Brindisi per scortare a Bengasi i piroscafi Iseo e Capo Faro ma l'indomani il convoglio fu attaccato dal cielo: il Capo Faro affondò in posizione 37°28' N e 19°20' E, mentre l’Iseo, danneggiato, venne scortato ad Argostoli dalla torpediniera.
Alle 13:15 del 3 gennaio 1942 l'unità salpò da Brindisi insieme con il cacciatorpediniere Freccia, di scorta, nell'ambito dell'operazione «M 43», alla moderna motonave Gino Allegri; il convoglio giunse indenne a Tripoli il 5 gennaio. Alle 16:30 del 13 gennaio la Procione e un'altra torpediniera, la Castore, lasciarono Tripoli per scortare le moderne motonavi Monviso e Monginevro di ritorno in Italia: il convoglio giunse indenne in porto dopo aver evitato l'incontro con una formazione di cacciatorpediniere inglesi (Lance, Lively, Jaguar e Zulu) e un attacco da parte degli aerosiluranti dell'830° Squadron. Il 5 marzo 1942 la Procione e la Cigno bombardarono con bombe di profondità il sommergibile britannico Uproar, che aveva silurato e affondato in posizione 35°27' N e 12°12' E (a sudovest di Lampione) la motonave Marin Sanudo. Il 26 novembre 1942 la Procione, al comando del capitano di corvetta Renato Torchiana (caposcorta), insieme con le torpediniere Ciclone e Ardente, scortò a Tunisi i piroscafi Sant'Antioco e Honestas e la motozattera tedesca 477 (quest'ultima aggregatasi al convoglio dopo essere partita da Trapani), proteggendoli dai continui e pesanti attacchi aerei angloamericani avvenuti durante la notte tra il 26 e il 27 novembre: i trasporti non riportarono danni.
Alle dieci di sera del 1º dicembre salpò da Palermo, al comando del capitano di corvetta Torchiana, per scortare a Biserta, insieme con i cacciatorpediniere da Recco, Folgore e Camicia Nera e la torpediniera Clio, il convoglio «H» (trasporti truppe Aventino e Puccini, trasporto militare tedesco KT 1, traghetto Aspromonte, con a bordo in tutto 1.766 militari, 698 t di materiali, soprattutto munizioni, 32 automezzi, 4 carri armati, 12 pezzi d’artiglieria). Essendo un'unità dotata di ecogoniometro, la Procione venne fatta posizionare a proravia del convoglio; intorno a mezzanotte la nave ricevette inoltre l'ordine di portarsi in testa alla formazione e di mettere a mare i paramine. Mediante l'organizzazione Ultra la Royal Navy venne a sapere del convoglio e inviò contro di esso la Forza Q (incrociatori leggeri HMS Aurora, HMS Sirius e HMS Argonaut, cacciatorpediniere HMS Quentin e HMAS Quiberon). Alle 00:37 le navi britanniche intercettarono il convoglio «H» e lo attaccarono presso il banco di Skerki (costa tunisina): nel violento scontro, che si protrasse per un'ora, furono affondati tutti i trasporti (tranne il Puccini, irrimediabilmente danneggiato e autoaffondato in un secondo tempo) e il Folgore e gravemente danneggiato il Da Recco.
La Procione, al momento dell'attacco, stava procedendo con i paramine a mare, fattore che complicò e ritardò il suo intervento: il comandante Torchiana ordinò subito, infatti, di tagliare i cavi dei paramine, aumentare la velocità e dirigere verso il nemico, ma solo alle 00:53 la torpediniera riuscì a prendere contatto con la Forza Q. Appena la ebbero avvistata, le navi inglesi aprirono il fuoco: la Procione venne colpita da due proiettili con seri danni, tuttavia continuò nella manovra d'attacco e si preparò a lanciare i siluri, che non poterono poi essere lanciati a causa di un'avaria; raggiunta da altri tre proiettili e da varie schegge, la nave cercò ancora di attaccare, ma fu definitivamente posta fuori causa da un guasto al timone. Temporaneamente immobilizzata, con gravi danni, incendi a bordo, strumentazioni radio distrutte, locali di prua semiallagati, il Procione poté rimettere in moto solo all'1:45 e diresse a bassa velocità per La Goletta, dove arrivò alle otto del mattino successivo. Nel combattimento erano rimasti uccisi due sottufficiali e un marinaio del Procione. Durante i lavori di riparazione, nel febbraio 1943, la torpediniera venne dotata di un radar «Fu. Mo. 21/40 G», di produzione tedesca. La nave imbarcò inoltre altre tre mitragliere da 20/70 mm Scotti-Isotta-Fraschini. Nel 1943 l'unità venne riclassificata torpediniera di scorta.

### Le vicende relative all'armistizio
L'annuncio dell'armistizio sorprese la torpediniera ai lavori a La Spezia, immobilizzata per lavori alle macchine; non essendo in grado di muovere, il 9 settembre 1943 il Procione si autoaffondò nelle acque del porto spezzino.
I lavori di recupero del relitto, intrapresi il 27 ottobre 1946, vennero portati a termine il 27 gennaio 1947; i resti della torpediniera vennero quindi avviati alla demolizione.

## Immagini del relitto e del recupero

Il relitto della nave a La Spezia
Le operazioni di recupero del relitto